# Amy Morrison
Amy Louise Morrison (* 18. Juli 1984) ist eine neuseeländische Schauspielerin. Bekannt wurde sie durch ihre Rolle als Zandra in der Science-Fiction-Fernsehserie The Tribe, an der sie in 53 Episoden teilnahm. Sie begann die professionelle Schauspielerei mit 9 Jahren mit einer Nebenrolle in dem Film Jack Be Nimble. Anschließend hatte sie verschiedene Nebenrollen in verschiedenen Filmen und Serien, z. B. bei Xena – Die Kriegerprinzessin. Sie trat auch in verschiedenen Werbespots auf.

## Filmografie
- 1993: Jack Be Nimble
- 1994: Hercules und der flammende Ring (Hercules and the Circle of Fire, Fernsehfilm)
- 1996: Kartenhaus der Liebe (Every Woman's Dream, Fernsehfilm)
- 1998: Xena – Die Kriegerprinzessin (Xena: Warrior Princess, Fernsehserie, eine Folge)
- 1998: Hercules (Hercules: The Legendary Journeys, Fernsehserie, zwei Folgen)
- 1999: A Twist in the Tale (Fernsehserie, eine Folge)
- 1999: The Tribe – Eine Welt ohne Erwachsene (The Tribe, Fernsehserie, 53 Folgen)
- 2000: Jack of All Trades (Fernsehserie, eine Folge)